# Hrabstwo Forsyth (Georgia)

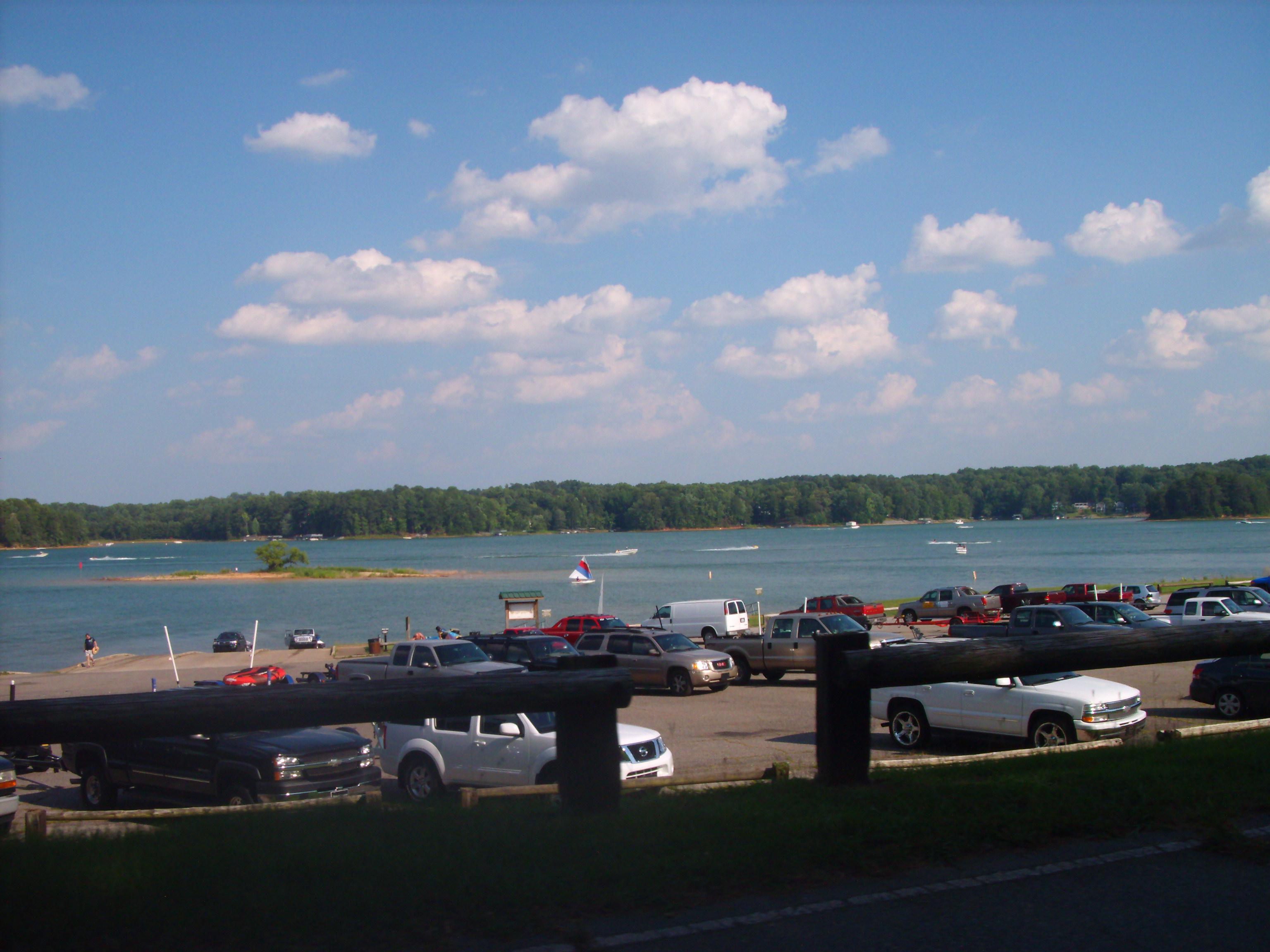

Hrabstwo Forsyth (ang. Forsyth County) – hrabstwo w USA, w stanie Georgia. Według danych Statista.com, Forsyth było 11. najszybciej rozwijającym się hrabstwem Stanów Zjednoczonych w latach 2010-2019. Należy do obszaru metropolitalnego Atlanty.

## Geografia
Według spisu z 2000 roku obszar całkowity hrabstwa obejmuje powierzchnię 247,37 mil2 (640,69 km²), z czego 225,80 mil2 (584,82 km²) stanowią lądy, a 21,57 mil2 (55,87 km²) stanowią wody. Jego siedzibą administracyjną i jedynym miastem jest Cumming.
Na swojej wschodniej granicy swoim zasięgiem obejmuje znaczną część Jeziora Lanier, największego jeziora stanu Georgia.

### Sąsiednie hrabstwa
- Hrabstwo Dawson (północ)
- Hrabstwo Hall (wschód)
- Hrabstwo Gwinnett (południowy wschód)
- Hrabstwo Fulton (południowy zachód)
- Hrabstwo Cherokee (zachód)

## Demografia
Według danych z 2000 roku, 92% populacji stanowiły osoby białe, a hrabstwo było przeważająco wiejskie.
Według spisu w 2020 roku liczy 251,3 tys. mieszkańców, co oznacza wzrost o 30,2% od poprzedniego spisu z roku 2010. Według danych z 2020 roku, 75,6% populacji stanowili biali (69,7% nie licząc Latynosów), 14,3% Azjaci, 4,1% było rasy mieszanej, 3,6% to byli czarnoskórzy lub Afroamerykanie i 0,3% to rdzenna ludność Ameryki. Latynosi stanowili 9,4% populacji.
Do największych grup należały osoby pochodzenia angielskiego (12,3%), niemieckiego (11,7%), irlandzkiego (10,2%), hinduskiego (10,2%), „amerykańskiego” (8,8%), włoskiego (5,3%), meksykańskiego (5,1%) i szkockiego lub szkocko–irlandzkiego (4,2%).
W całym stanie, Forsyth posiada najwyższy odsetek mieszkańców z wyższym wykształceniem. Około 53% mieszkańców może pochwalić się tytułem licencjata lub wyższym. Z medianą dochodów dla gospodarstwa domowego 107.218 dolarów, hrabstwo Forsyth jest najbogatszym w Georgii i 20. najbogatszym w Stanach Zjednoczonych.

## Religia
Według danych z 2020 roku do największych grup religijnych należeli: Kościół katolicki (34,6 tys. – 13,8% populacji), Południowa Konwencja Baptystów (30,7 tys. członków), lokalne bezdenominacyjne zbory ewangelikalne (11,8 tys.) i Zjednoczony Kościół Metodystyczny (10,5 tys.). Pozostałe organizacje miały mniej niż 5 tys. członków. Największe niechrześcijańskie grupy tworzyli: hinduiści (3,8 tys.), mumzułmanie (3,4 tys.), mormoni (3,4 tys.) i świadkowie Jehowy (1,5 tys.).

## Polityka
Ranking Daily Caller z 2010 roku uznał Forsyth jako drugie najbardziej przyjazne konserwatystom hrabstwo w Ameryce i najbardziej konserwatywne w Georgii. Jednak wraz z migracją i rosnącą różnorodnością rośnie poparcie dla Partii Demokratycznej. W wyborach prezydenckich z 2020 roku, 65,8% głosów otrzymał Donald Trump i 32,6% Joe Biden.